# Brugairolles
Pour les articles homonymes, voir Brugairolles.
Brugairolles  est une commune française, située dans l'ouest du département de l'Aude en région Occitanie.
Sur le plan historique et culturel, la commune fait partie du Razès, un pays historiquement très étendu, qui ne se résume aujourd'hui qu'aux collines de la Malepère et au bas Razès au centre et au sud, limité par le pays de Sault. Exposée à un climat méditerranéen, elle est drainée par le Sou, le ruisseau de Brugairolles, le ruisseau de la Fontvieille, le ruisseau du Pech et par un autre cours d'eau. La commune possède un patrimoine naturel remarquable : un site Natura 2000 (le « massif de la Malepère ») et deux zones naturelles d'intérêt écologique, faunistique et floristique.
Brugairolles est une commune rurale qui compte 301 habitants en 2022, après avoir connu une forte hausse de la population depuis 1975. Elle fait partie de l'aire d'attraction de Limoux. Ses habitants sont appelés les Brugairollais ou  Brugairollaises.

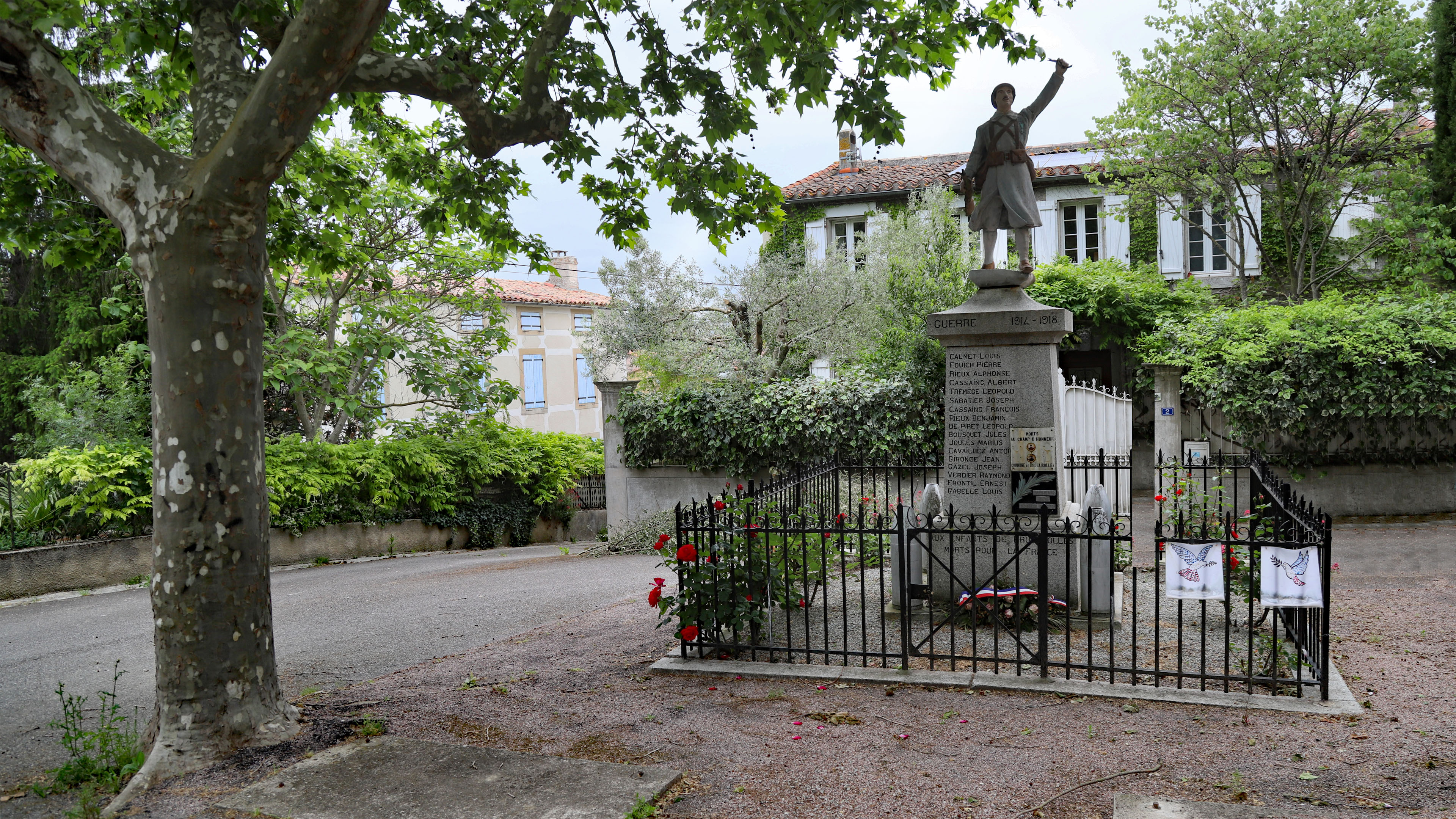
Monument aux morts.

## Géographie

### Localisation
Brugairolles est une commune située dans le Razès sur le Sou, versant sud du massif de la Malepère (vignobles), à proximité de Limoux.
Ce village est l'une des circulades de l'Aude.

### Communes limitrophes
Les communes limitrophes sont  Cailhau, Cambieure, Malviès, Montréal, Routier et Villarzel-du-Razès.
|           | Montréal     | Villarzel-du-Razès |
| Cailhau   | Brugairolles |                    |
| Cambieure | Routier      | Malviès            |

### Géologie et relief
Brugairolles se situe en zone de sismicité 2 (sismicité faible).

### Hydrographie
La commune est dans la région hydrographique « Côtiers méditerranéens », au sein du bassin hydrographique Rhône-Méditerranée-Corse. Elle est drainée par le Sou, le ruisseau de Brugairolles, le ruisseau de la Fontvieille, le ruisseau du Pech et le ruisseau de Massagnères, constituant un réseau hydrographique de 12 km de longueur totale,.
Le Sou, d'une longueur totale de 29,5 km, prend sa source dans la commune de Lignairolles et s'écoule du sud-ouest vers le nord-est puis vers l'est. Il traverse la commune et se jette dans l'Aude à Pieusse, après avoir traversé 17 communes.
Le ruisseau de Brugairolles, d'une longueur totale de 10,3 km, prend sa source dans la commune de Monthaut et s'écoule du sud-ouest vers le nord-est. Il traverse la commune et se jette dans le Sou sur le territoire communal, après avoir traversé 4 communes.

### Climat
Pour des articles plus généraux, voir Climat de l'Occitanie et Climat de l'Aude.
En 2010, le climat de la commune est de type climat méditerranéen altéré, selon une étude s'appuyant sur une série de données couvrant la période 1971-2000. En 2020, Météo-France publie une typologie des climats de la France métropolitaine dans laquelle la commune est exposée à un climat océanique altéré et est dans la région climatique Aquitaine, Gascogne, caractérisée par une pluviométrie abondante au printemps, modérée en automne, un faible ensoleillement au printemps, un été chaud (19,5 °C), des vents faibles, des brouillards fréquents en automne et en hiver et des orages fréquents en été (15 à 20 jours).
Pour la période 1971-2000, la température annuelle moyenne est de 13,2 °C, avec  une amplitude thermique annuelle de 15,6 °C. Le cumul annuel moyen de précipitations est de 722 mm, avec 10,2 jours de précipitations en janvier et 5,4 jours en juillet. Pour la période 1991-2020 la température moyenne annuelle observée sur la station météorologique la plus proche, située sur la commune d'Alaigne à 6 km à vol d'oiseau, est de 14,0 °C et le cumul annuel moyen de précipitations est de 673,6 mm,. Pour l'avenir, les paramètres climatiques de la commune estimés pour 2050 selon différents scénarios d’émission de gaz à effet de serre sont consultables sur un site dédié publié par Météo-France en novembre 2022.

### Milieux naturels et biodiversité

#### Réseau Natura 2000

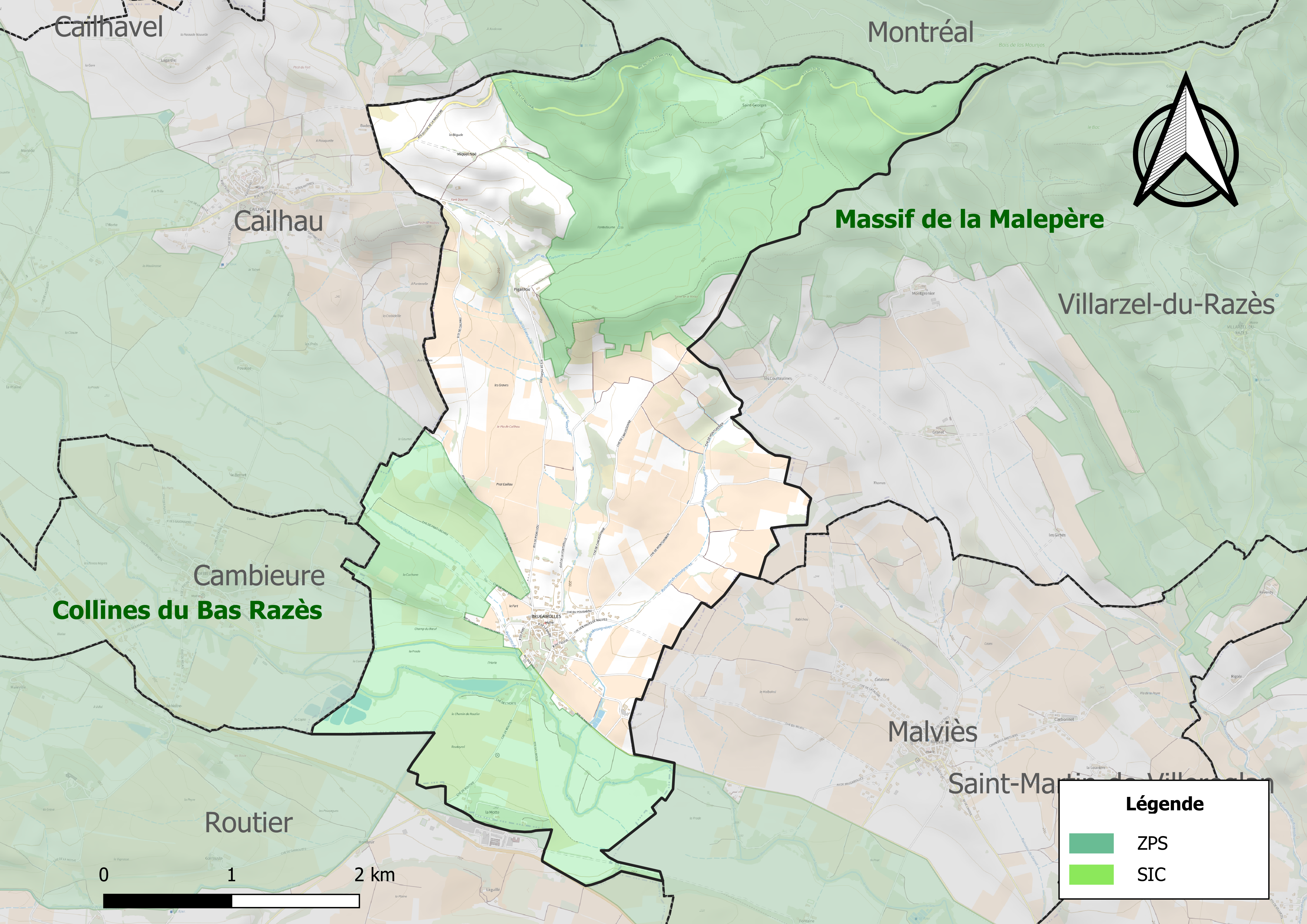
Site Natura 2000 sur le territoire communal.

Le réseau Natura 2000 est un réseau écologique européen de sites naturels d'intérêt écologique élaboré à partir des directives habitats et oiseaux, constitué de zones spéciales de conservation (ZSC) et de zones de protection spéciale (ZPS).
Un site Natura 2000 a été défini sur la commune au titre de la directive habitats : le « massif de la Malepère », d'une superficie de 6 158 ha, un site boisé présentant un intérêt biogéographique vu sa position intermédiaire sous les influences des climats méditerranéen et atlantique. De nombreuses espèces sont en limite d'aire. Il s'agit d'un site important pour des chauves-souris d'intérêt communautaire avec six espèces présentes : le Grand Rhinolophe, le Petit Rhinolophe, le Murin à oreilles échancrées, le Rhinolophe euryale, le Minioptère de Schreibers et la Barbastelle.

#### Zones naturelles d'intérêt écologique, faunistique et floristique

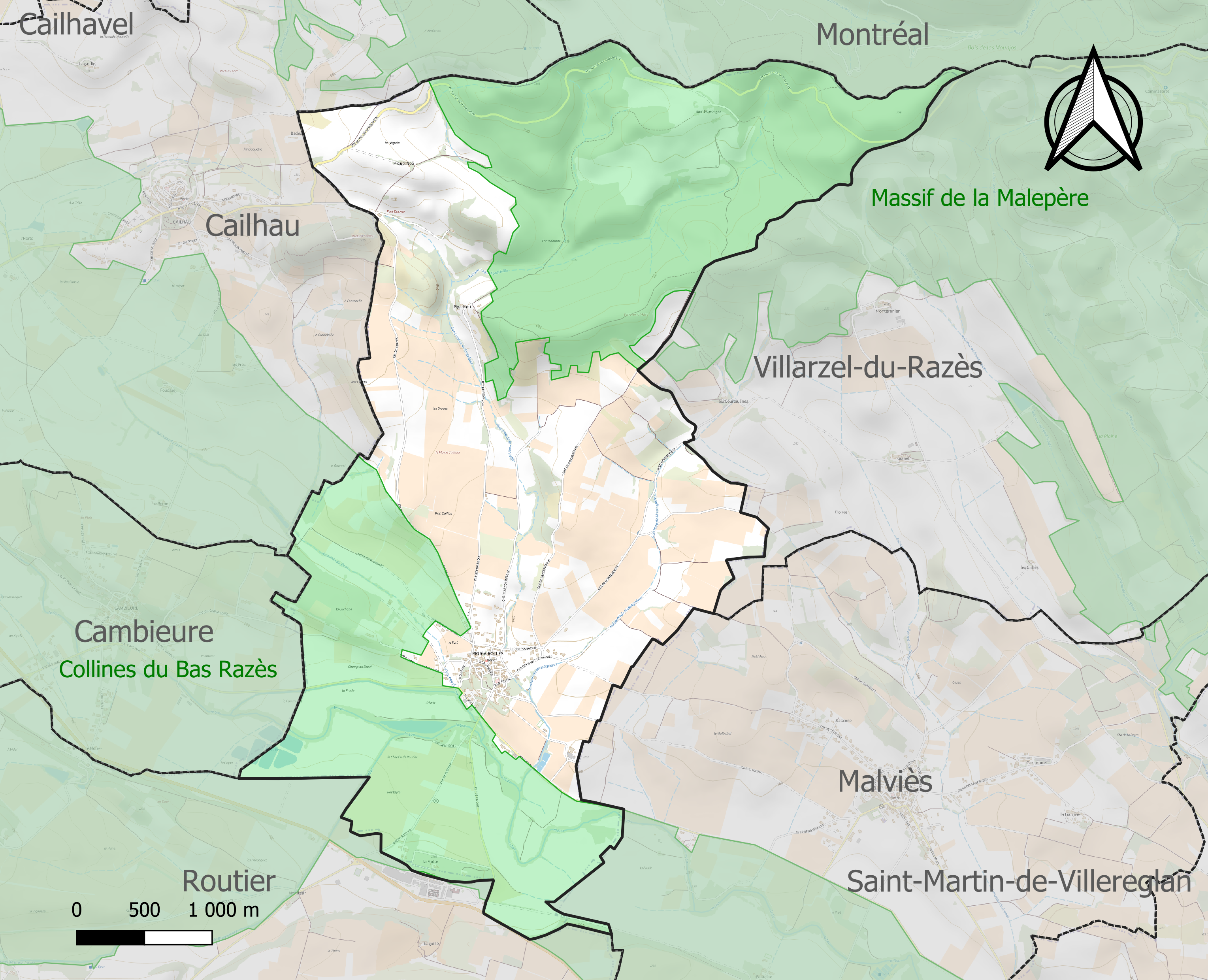
Carte des ZNIEFF de type 1 localisées sur la commune.

L’inventaire des zones naturelles d'intérêt écologique, faunistique et floristique (ZNIEFF) a pour objectif de réaliser une couverture des zones les plus intéressantes sur le plan écologique, essentiellement dans la perspective d’améliorer la connaissance du patrimoine naturel national et de fournir aux différents décideurs un outil d’aide à la prise en compte de l’environnement dans l’aménagement du territoire.Deux ZNIEFF de type 1 sont recensées sur la commune : les « collines du Bas Razès » (3 551 ha), couvrant 13 communes du département, et le « massif de la Malepère » (5 883 ha), couvrant 14 communes du département.

## Urbanisme

### Typologie
Au 1er janvier 2024, Brugairolles est catégorisée commune rurale à habitat dispersé, selon la nouvelle grille communale de densité à 7 niveaux définie par l'Insee en 2022.
Elle est située hors unité urbaine. Par ailleurs la commune fait partie de l'aire d'attraction de Limoux, dont elle est une commune de la couronne,. Cette aire, qui regroupe 39 communes, est catégorisée dans les aires de moins de 50 000 habitants,.

### Occupation des sols
L'occupation des sols de la commune, telle qu'elle ressort de la base de données européenne d’occupation biophysique des sols Corine Land Cover (CLC), est marquée par l'importance des territoires agricoles (72,7 % en 2018), en diminution par rapport à 1990 (75,8 %). La répartition détaillée en 2018 est la suivante : 
cultures permanentes (64,1 %), forêts (24,2 %), terres arables (8,5 %), zones urbanisées (3 %), zones agricoles hétérogènes (0,1 %). L'évolution de l’occupation des sols de la commune et de ses infrastructures peut être observée sur les différentes représentations cartographiques du territoire : la carte de Cassini (XVIIIe siècle), la carte d'état-major (1820-1866) et les cartes ou photos aériennes de l'IGN pour la période actuelle (1950 à aujourd'hui).

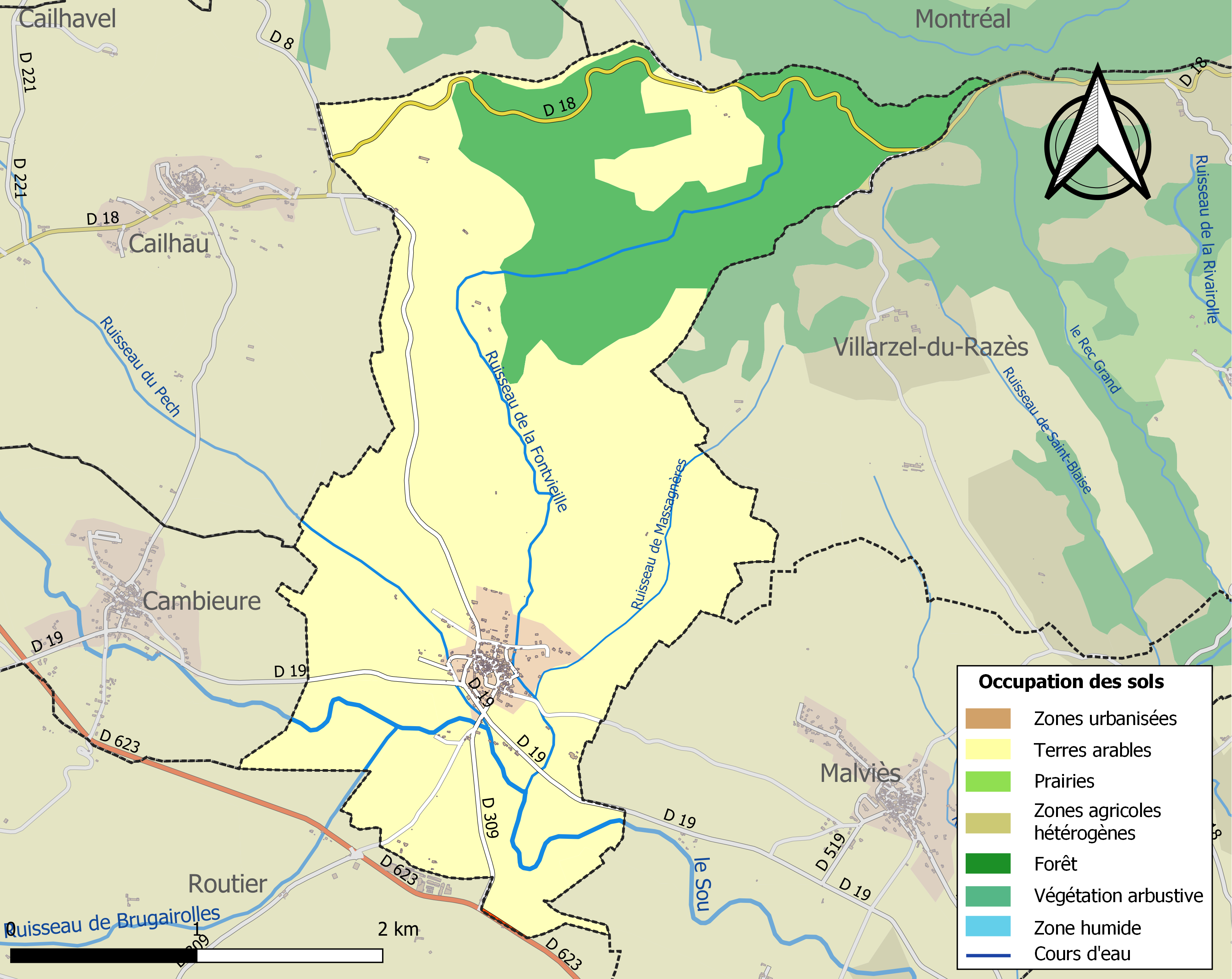
Carte des infrastructures et de l'occupation des sols de la commune en 2018 (CLC).

### Risques majeurs
Le territoire de la commune de Brugairolles est vulnérable à différents aléas naturels : météorologiques (tempête, orage, neige, grand froid, canicule ou sécheresse), inondations, feux de forêts et séisme (sismicité faible). Un site publié par le BRGM permet d'évaluer simplement et rapidement les risques d'un bien localisé soit par son adresse soit par le numéro de sa parcelle.
Certaines parties du territoire communal sont susceptibles d’être affectées par le risque d’inondation par débordement de cours d'eau, notamment le ruisseau de Brugairolles et le Sou. La commune a été reconnue en état de catastrophe naturelle au titre des dommages causés par les inondations et coulées de boue survenues en 1982, 1992, 2009, 2011, 2020 et 2021,.

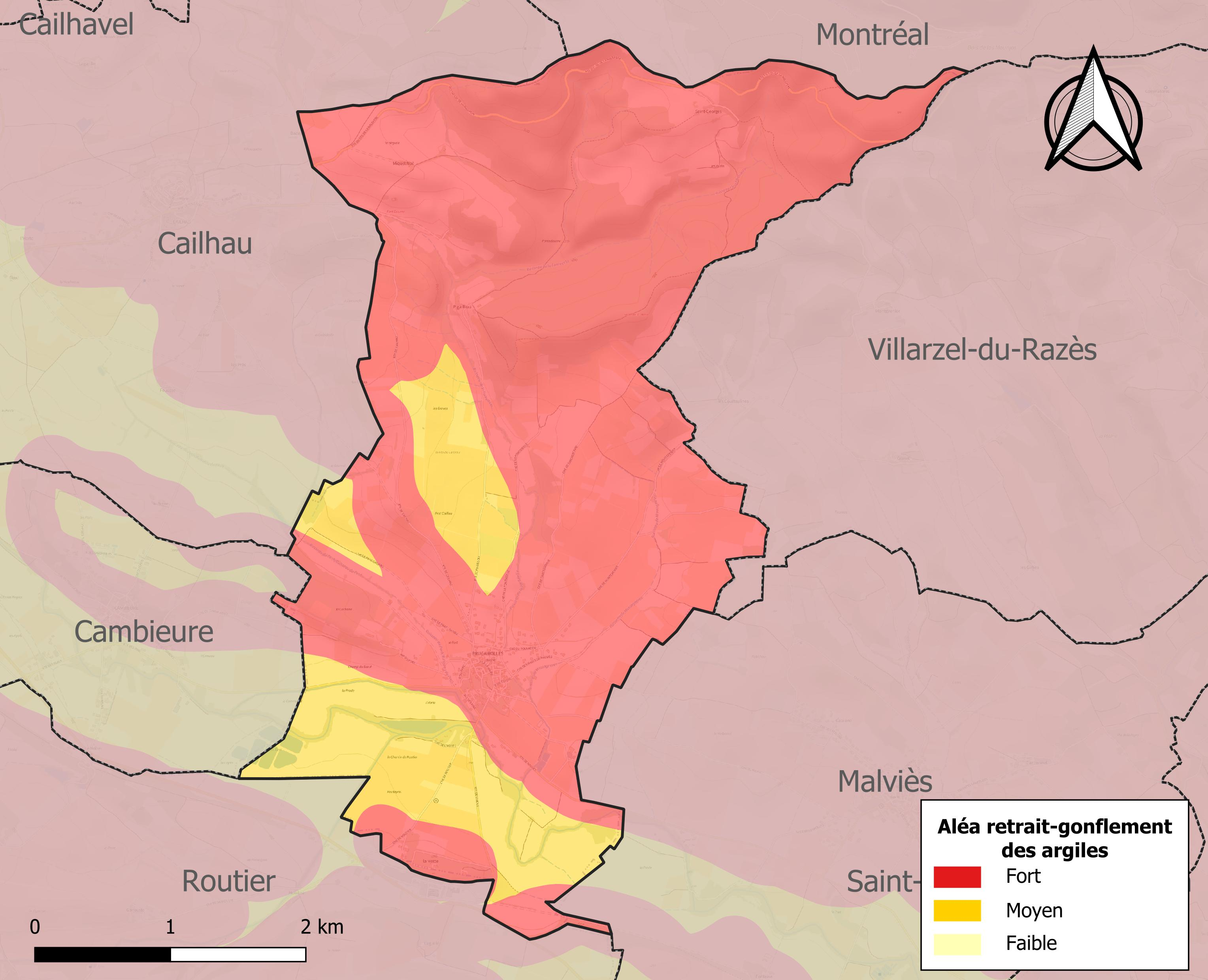
Carte des zones d'aléa retrait-gonflement des sols argileux de Brugairolles.

Le retrait-gonflement des sols argileux est susceptible d'engendrer des dommages importants aux bâtiments en cas d’alternance de périodes de sécheresse et de pluie. La totalité de la commune est en aléa moyen ou fort (75,2 % au niveau départemental et 48,5 % au niveau national). Sur les 157 bâtiments dénombrés sur la commune en 2019, 157 sont en aléa moyen ou fort, soit 100 %, à comparer aux 94 % au niveau départemental et 54 % au niveau national. Une cartographie de l'exposition du territoire national au retrait gonflement des sols argileux est disponible sur le site du BRGM,.

## Toponymie
Le nom de la commune représente l'occitan brugairòla qui désigne un champ de bruyères.

## Politique et administration

### Découpage territorial
La commune de Brugairolles est membre de la communauté de communes du Limouxin, un établissement public de coopération intercommunale (EPCI) à fiscalité propre créé le 2 décembre 2016 dont le siège est à Limoux. Ce dernier est par ailleurs membre d'autres groupements intercommunaux.
Sur le plan administratif, elle est rattachée à l'arrondissement de Limoux, au département de l'Aude, en tant que circonscription administrative de l'État, et à la région Occitanie.
Sur le plan électoral, elle dépend du canton de la Piège au Razès pour l'élection des conseillers départementaux, depuis le redécoupage cantonal de 2014 entré en vigueur en 2015, et de la troisième circonscription de l'Aude  pour les élections législatives, depuis le redécoupage électoral de 1986.

### Liste des maires
| Période   | Période  | Identité             | Étiquette | Qualité                                                          |
| --------- | -------- | -------------------- | --------- | ---------------------------------------------------------------- |
| 1899      | 1913     | Théodore Tailhan     |           |                                                                  |
| 1913      | 1914     | Eugène Gayda         |           |                                                                  |
| 1914      | 1919     | Benjamin Vidal       |           | Adjoint faisant fonction de maire : Eugène Gayda maire mobilisé. |
| 1919      | 1920     | Eugène Gayda         |           |                                                                  |
| 1920      | 1921     | Edouard Calmet       |           |                                                                  |
| 1921      | 1936     | Pierre Rieux         |           |                                                                  |
| 1936      | 1937     | Eugène Gayda         |           |                                                                  |
| 1937      | 1943     | Pierre Lhère         |           |                                                                  |
| 1943      | 1944     | Jean-François Poudou |           | Président délégation spéciale                                    |
| 1944      | 1945     | Lucien Gabelle       |           | Président Comité de Libération et maire                          |
| 1945      | 1950     | Joseph Calmet        |           |                                                                  |
| 1950      | 1959     | Joseph Rieux         |           |                                                                  |
| 1959      | 1989     | Roger Guitard        | PS        |                                                                  |
| 1989      | 2001     | Bernard Gineste      | PS        |                                                                  |
| 2001      | 2002     | Jean Broquin         | SE        |                                                                  |
| mars 2002 | 2014     | Elisabeth Oddero     | PS        |                                                                  |
| mars 2014 | 2020     | Alain Labatut        | PS        |                                                                  |
| 2020      | En cours | Simon Sire           |           |                                                                  |

## Démographie
L'évolution du nombre d'habitants est connue à travers les recensements de la population effectués dans la commune depuis 1793. Pour les communes de moins de 10 000 habitants, une enquête de recensement portant sur toute la population est réalisée tous les cinq ans, les populations de référence des années intermédiaires étant quant à elles estimées par interpolation ou extrapolation. Pour la commune, le premier recensement exhaustif entrant dans le cadre du nouveau dispositif a été réalisé en 2008.

En 2022, la commune comptait 301 habitants, en évolution de +12,31 % par rapport à 2016 (Aude : +2,65 %, France hors Mayotte : +2,11 %).
| 1793 | 1800 | 1806 | 1821 | 1831 | 1836 | 1841 | 1846 | 1851 |
| ---- | ---- | ---- | ---- | ---- | ---- | ---- | ---- | ---- |
| 500  | 402  | 460  | 409  | 463  | 500  | 535  | 477  | 444  |

| 1856 | 1861 | 1866 | 1872 | 1876 | 1881 | 1886 | 1891 | 1896 |
| ---- | ---- | ---- | ---- | ---- | ---- | ---- | ---- | ---- |
| 431  | 408  | 370  | 360  | 337  | 354  | 384  | 329  | 315  |

| 1901 | 1906 | 1911 | 1921 | 1926 | 1931 | 1936 | 1946 | 1954 |
| ---- | ---- | ---- | ---- | ---- | ---- | ---- | ---- | ---- |
| 344  | 331  | 318  | 323  | 333  | 338  | 316  | 290  | 249  |

| 1962 | 1968 | 1975 | 1982 | 1990 | 1999 | 2006 | 2008 | 2013 |
| ---- | ---- | ---- | ---- | ---- | ---- | ---- | ---- | ---- |
| 252  | 267  | 221  | 199  | 207  | 196  | 236  | 248  | 260  |

| 2018 | 2022 | - | - | - | - | - | - | - |
| ---- | ---- | - | - | - | - | - | - | - |
| 279  | 301  | - | - | - | - | - | - | - |

## Économie

### Revenus
En 2018  (données Insee publiées en septembre 2021), la commune compte 118 ménages fiscaux, regroupant 266 personnes. La médiane du revenu disponible par unité de consommation est de 18 330 € (19 240 € dans le département).

### Emploi
| Division       | 2008   | 2013   | 2018   |
| -------------- | ------ | ------ | ------ |
| Commune        | 3,4 %  | 15,6 % | 10,8 % |
| Département    | 10,2 % | 12,8 % | 12,6 % |
| France entière | 8,3 %  | 10 %   | 10 %   |

En 2018, la population âgée de 15 à 64 ans s'élève à 167 personnes, parmi lesquelles on compte 73,1 % d'actifs (62,3 % ayant un emploi et 10,8 % de chômeurs) et 26,9 % d'inactifs,. En  2018, le taux de chômage communal (au sens du recensement) des 15-64 ans est inférieur à celui du département, mais supérieur à celui de la France, alors qu'en 2008 il était inférieur à celui de la France.
La commune fait partie de la couronne de l'aire d'attraction de Limoux, du fait qu'au moins 15 % des actifs travaillent dans le pôle,. Elle compte 66 emplois en 2018, contre 61 en 2013 et 73 en 2008. Le nombre d'actifs ayant un emploi résidant dans la commune est de 106, soit un indicateur de concentration d'emploi de 62,1 % et un taux d'activité parmi les 15 ans ou plus de 53 %.
Sur ces 106 actifs de 15 ans ou plus ayant un emploi, 30 travaillent dans la commune, soit 28 % des habitants. Pour se rendre au travail, 90,6 % des habitants utilisent un véhicule personnel ou de fonction à quatre roues, 0,9 % les transports en commun, 3,8 % s'y rendent en deux-roues, à vélo ou à pied et 4,7 % n'ont pas besoin de transport (travail au domicile).

### Activités hors agriculture
37 établissements sont implantés  à Brugairolles au 31 décembre 2019. Le tableau ci-dessous en détaille le nombre par secteur d'activité et compare les ratios avec ceux du département,.
| Secteur d'activité                                                                                        | Commune | Commune | Département |
| Secteur d'activité                                                                                        | Nombre  | %       | %           |
| --- | ------- | ------- | ----------- |
| Ensemble                                                                                                  | 37      |         |             |
| Industrie manufacturière, industries extractives et autres                                                | 3       | 8,1 %   | (8,8 %)     |
| Construction                                                                                              | 6       | 16,2 %  | (14 %)      |
| Commerce de gros et de détail, transports, hébergement et restauration                                    | 11      | 29,7 %  | (32,3 %)    |
| Activités immobilières                                                                                    | 5       | 13,5 %  | (5,2 %)     |
| Activités spécialisées, scientifiques et techniques et activités de services administratifs et de soutien | 5       | 13,5 %  | (13,3 %)    |
| Administration publique, enseignement, santé humaine et action sociale                                    | 6       | 16,2 %  | (13,2 %)    |
| Autres activités de services                                                                              | 1       | 2,7 %   | (8,8 %)     |

Le secteur du commerce de gros et de détail, des transports, de l'hébergement et de la restauration est prépondérant sur la commune puisqu'il représente 29,7 % du nombre total d'établissements de la commune (11 sur les 37 entreprises implantées  à Brugairolles), contre 32,3 % au niveau départemental.

### Agriculture
La commune fait partie de la petite région agricole dénommée « Razès ». En 2010, l'orientation technico-économique de l'agriculture  sur la commune est la viticulture (appellation et autre).
|                                   | 1988 | 2000 | 2010 |
| --------------------------------- | ---- | ---- | ---- |
| Exploitations                     | 25   | 17   | 19   |
| Superficie agricole utilisée (ha) | 446  | 441  | 418  |

Le nombre d'exploitations agricoles en activité et ayant leur siège dans la commune est passé de 25 lors du recensement agricole de 1988 à 17 en 2000 puis à 19 en 2010, soit une baisse de 24 % en 22 ans. Le même mouvement est observé à l'échelle du département qui a perdu pendant cette période 52 % de ses exploitations. La surface agricole utilisée sur la commune a également diminué, passant de 446 ha en 1988 à 418 ha en 2010. Parallèlement la surface agricole utilisée moyenne par exploitation a augmenté, passant de 18 à 22 ha.

## Culture locale et patrimoine

### Lieux et monuments
- Château de Brugairolles (XIIe -XVIIIe) -  propriété privée.
- Église Saint-Julien-et-Sainte-Basilisse de Brugairolles. L'église est dédiée aux saints Julien et Basilisse. L'édifice date du XIXe siècle (vitraux et peintures murales récemment restaurées).

### Personnalités liées à la commune
- François-Amable de Voisins (1765-1809), évêque nommé de Saint-Flour, y est né.
- Philippe Collage.
- David Ferriol, joueur et international de rugby à XIII.
- Yohan Delpech, fondateur du Festival du dessin d'humour et de la caricature, dessinateur humoristique connu sous le nom de YDEL.

### Héraldique
| Blason de Brugairolles | Blason  | D'argent aux trois fusées de gueules accolées en fasce. |
| Blason de Brugairolles | Détails | Le statut officiel du blason reste à déterminer.        |